# Харитонова, Анастасия Александровна
Анастаси́я Алекса́ндровна Харито́нова (в девичестве Серге́ева; 6 февраля 1987, Тверь) — российская гребчиха-байдарочница, выступает за сборную России с 2004 года. Серебряная и бронзовая призёрша чемпионатов Европы и мира, многократная победительница национальных первенств. На соревнованиях представляет Тверскую область и Башкирию, мастер спорта международного класса.

## Биография
Анастасия Сергеева родилась 6 февраля 1987 года в Твери. Активно заниматься греблей начала в раннем детстве, сначала тренировалась у своих родителей Александра и Елены Сергеевых, позже проходила подготовку под руководством тренера Геннадия Ефремова. По юниорам была чемпионкой Европы и мира, первого серьёзного успеха на взрослом уровне добилась в 2004 году, когда вошла в основной состав российской национальной сборной и побывала на европейском первенстве в польской Познани, откуда привезла медаль серебряного достоинства, выигранную в зачёте байдарок-четвёрок на дистанции 1000 метров.
В 2009 году на чемпионате Европы в немецком Бранденбурге взяла бронзу среди двоек на километровой дистанции. Год спустя на европейском первенстве в испанской Трасоне выиграла две серебряные медали, в парной программе на пятистах и тысяче метров. Кроме того, трижды попала в число призёров на чемпионате мира в Познани, добыла бронзу в эстафете 4×200 м, а также серебро и бронзу в заездах двухместных экипажей на 500 и 1000 метров соответственно. На чемпионате Европы 2011 года в Белграде добавила в послужной список ещё две бронзовые награды, выигранные в тех же дисциплинах, при этом на первенстве мира в венгерском Сегеде получила серебро в эстафете.
В 2014 году (уже под фамилией Харитонова) завоевала бронзовую медаль на чемпионате Европы в немецком Дуйсбурге, в программе одиночных байдарок на километровой дистанции. В течение этих лет неоднократно выигрывала всероссийские первенства, за выдающиеся спортивные достижения удостоена почётного звания «Мастер спорта России международного класса».
Имеет два высших образования, окончила Российский государственный университет туризма и сервиса и Башкирский институт физической культуры. С 2013 года замужем за российским байдарочником Олегом Харитоновым, тоже мастером спорта международного класса. 18 августа 2015 года родила дочь.